# Colnettia brinoni
Colnettia brinoni är en fjärilsart som beskrevs av Holloway 1979. Colnettia brinoni ingår i släktet Colnettia och familjen nattflyn. Inga underarter finns listade i Catalogue of Life.